# Château d'Enzanville
 (septembre 2013).
Si vous disposez d'ouvrages ou d'articles de référence ou si vous connaissez des sites web de qualité traitant du thème abordé ici, merci de compléter l'article en donnant les références utiles à sa vérifiabilité et en les liant à la section « Notes et références ».
Le château d'Enzanville est un château français situé à Sermaises dans le département du Loiret et la région Centre-Val de Loire.

## Toponymie
Le lieu-dit Enzanville apparait pour la première fois dans le Diplôme d'Hugues Capet du 4 juin 988 sous la forme Anseinivilla.
Apparait également sous la forme Enzanville en Beauce, Anzanville, Anjanville et Auzanville.

## Histoire
Le 2 avril 836 l’empereur (imperator augustus) Louis le débonnaire rappelle que lorsque saint Benoît vint au monastère Sainte-Colombe de Sens pour opérer la réforme, il attribua spécialement aux moines les villae de Morus, Sermaises, Tauriacus, Villeperrot, etc.(...Tauriaci villam cum omnibus ad se pertinentibus, ... avec tout ce qui lui appartient) - (Cartulaire de l’Yonne, tome 1 - 26). De là date le lien entre Enzanville, situé à trois kilomètres du village de Sermaises, et la future grande abbaye. Le château d'Enzanville restera l'un des bénéfices de l'Abbaye Sainte-Colombe de Sens. Dom Basile Fleureau rappelle pourtant en 1668 que "Sermaises, gros bourg, où il y a une paroisse, de laquelle dépendent les hameaux d’Enzanville, Dreville, et Mesrobers, reconnoît pour Seigneur, l’Abbé de sainte Colombe lés Sens, qui a justice haute, moienne, et basse, dans toute l’étendue de ladite paroisse. Lors que la Coûtume d’Estampes qui fut reformée en l’an 1556, il y eut "grande contestation entre les Substituts du Procureur General du Roy, aux bailliages d’Orléans, et d’Estampes, chacun d’eux prétendant que les appels de celuy de Sermaises devoient être portez à son ressort ; mais ils ne furent pas écoutez, parce qu’ils vont directement à la Cour de Parlement, par privilege du Roy Charles VI."
Protection pour la ville royale d’Étampes, le château d'Enzanville servira également à collecter l’impôt et à étendre l'influence de l'abbaye de Saint-Pierre-le-Vif de Sens.
Construit au XIIe et XIIIe siècles, le château se composait à l'origine d'une base carrée à laquelle étaient adossées deux tours. L'une des deux tours a aujourd'hui disparu.
Sans ouverture au rez-de-chaussée à l'origine, une porte et une cheminée seront ajoutées au XVe siècle.
Propriété de Jean de Lubin (ou Saint-Lubin) 1er, Grand Fauconnier de France du Roi en 1428, seigneur d’Enzanville.
Enzanville est régi par les coutumes d’Étampes en 1556.
Propriété de la famille De Vidal du XVIIe au XVIIIe siècle.
Le château donnera son surnom d'Enzanville à Guy-Victor de Vidal (1692-1720).
Propriété d'André de Vidal (1643-1708), Gendarme de la Garde du Roi,  décrit comme Chevalier, Seigneur d'Ezerville, Enzanville et autres lieux en 1688.
Le 28 décembre 1715, Charles-André de Vidal (1684-1741) fait foi et hommage à la baronnie de Serinade pour la tour d'Enzanville.
Propriété de Charles-Louis de Vidal, Chevalier, Seigneur d'Eserville et d'Enzanville (1716-1755), élevé page à la grande écurie du Roi.
Charles-Louis de Vidal n'ayant que des filles, c'est son jeune frère Charles-Alexandre de Vidal (1735-), Lieutenant dans le Régiment Royal-Lorraine, qui reprend le titre et apparait comme Chevalier de Chaumont et Puissant Seigneur d'Anzanville des Grands Chatellier de Villarseau et autres lieux en 1774.
Au moment des États généraux du 9 mars 1789, le château appartient à M. de Vidal de Lion, chevalier de l'Ordre royal et militaire de Saint-Louis. De Vidal de Lion est présent dans le procès-verbal de l'Assemblée générale des Trois Ordres pour le bailliage d'Étampes.
Propriété de la famille Gougelet jusqu'en 2013.
Propriété de Xavier Jeudon de 2013 à 2019.

## Description
En 1896 : « De Sermaises nous nous dirigeons vers Blandy ; à mi chemin, nous apercevons une construction massive, une sorte de donjon carré, flanqué de deux tours rondes, percées de quelques minuscules ouvertures et obliquement découronnées comme celles du château de la Chasse, dans la forêt de Montmorency. Ceci appartient au village d'Anzanville que nous traversons bientôt ; c'était une petite forteresse autrefois, c'est une grande ferme aujourd'hui ; dans les environs du pays on l'appelle la Tour ».